# Komyšuvacha (Severodoněcký rajón)
Komyšuvacha, (ukrajinsky i rusky Комишуваха, anglicky Komyshuvakha) je sídlo městského typu v Severodoněckém rajónu (dříve v rajónu Popasná), v Luhanské oblasti na Ukrajině. V roce 2019 zde žilo 2 058 obyvatel.

## Dějiny
Poblíž města se našly mohyly (kurgany) kočovníků z doby bronzové, z 8.–7. století př. n. l. Obec Komyšuvacha se poprvé písemně připomíná roku 1853. Jako samosprávná obec byla ustavena roku 1910. 28. října 1938 získala obec status sídla městského typu. Za druhé světové války byla obsazeno německou armádou od července 1942 do konce roku 1943. Roku 1995 byl s povolením Kabinetu ministrů Ukrajiny zdejší sovchoz privatizován.

## Ruská invaze na Ukrajinu 2022
Rusové prohlásili 4. června 2022 Komyšuvachu za kompletně obsazenou, ale obec má dvě části: první s nádražím na silnici do Popasné a druhou v údolí, kde stojí kostel. Druhá část není na některých mapách pojmenována a ukrajinští obránci ji stále drželi.

## Demografie
Město se postupně vylidňuje. V roce 1995 zde žilo 3427 obyvatel, v roce 2013 již jen 2235 obyvatel, v roce 2019 jen 2058 obyvatel.
Podle demoghrafické statistiky obyvatelstva Ukrajiny z roku 2001 zde žilo:
- Ukrajinců: 83.16%
- Rusů: 16.74%
- ostatních 0.1%